# Suzanne Citron
Pour les articles homonymes, voir Citron.
Suzanne Citron, née Grumbach le 15 juillet 1922 à Ars-sur-Moselle et morte le 22 janvier 2018 à Paris 4e, est une historienne et essayiste française de gauche.
Elle est connue pour ses travaux sur le mythe national et l'enseignement de l'histoire en France.

## Biographie
Suzanne Antoinette Grumbach est issue d’une famille bourgeoise juive ayant des racines alsaciennes, parisiennes et portugaises. Ses deux grands-pères ont reçu la Légion d'honneur : du côté paternel, Paul Grumbach (1861-1931), qui fut général de brigade, et, du côté maternel, Eugène Dreyfus (1864-1936), magistrat qui fut président de la Cour d'appel de Paris. Elle parlera d'une « famille qui se considérait comme franco-israélite, l'ordre étant important ». Elle est élevée dans une culture laïque et patriote, son père évoquant par ailleurs souvent l'affaire Dreyfus.
Elle étudie au lycée Molière (Paris). Au début de la Seconde Guerre mondiale, son père est fait prisonnier en Allemagne. Pendant l'Occupation, après l'arrestation de deux de ses cousins au cours d'une rafle , elle franchit clandestinement la ligne de démarcation le 15 juillet 1941 pour passer en zone libre. Elle poursuit alors des études d'histoire et mène des activités de résistance.  
Elle est arrêtée à Lyon le 25 juin 1944 par la Gestapo et a vécu les dernières semaines du camp de Drancy, le camp étant libéré par l'avancée des Alliés avant sa déportation en Allemagne. 
Elle est agrégée d'histoire (1947) et enseignera pendant une vingtaine d'années au lycée d'Enghien-les-Bains. 
Pendant la guerre d'Algérie, qu'elle définit comme « un second choc intérieur », elle est révoltée par les pouvoirs spéciaux votés à l'initiative du gouvernement socialiste de Guy Mollet en 1956. Elle devient alors une militante anti-colonialiste.
Elle va alors se pencher sur l'histoire du colonialisme français : le récit de la conquête de l'Algérie, les répressions en Indochine dans les années 1930 et les massacres à Madagascar en 1947. À la suite de sa découverte sur l'occultation de ces faits dans le récit national, elle deviendra très critique sur l'enseignement de l'histoire de France. Peu après Mai 68, elle publie une tribune dans Le Monde intitulée « Ce que nous attendons du ministère de l’éducation » où elle esquisse une réorganisation et un décloisonnement de la scolarité. Elle approfondira sa pensée dans son ouvrage L'École bloquée, paru en 1971.  
Elle devient docteur de 3e cycle en histoire contemporaine de l'université Paris Nanterre (1974). Sa thèse de doctorat, soutenue en 1974 mais non publiée, a pour titre Aux origines de la Société des professeurs d'histoire : la réforme de 1902 et le développement du corporatisme dans l'enseignement secondaire (1902-1914). Elle enseigne alors à l'université Paris XIII-Villetaneuse.
Elle a milité dans les mouvements pédagogiques des années 1960-1970 pour la rénovation des contenus de l’enseignement et publié de nombreux articles dans diverses revues d’enseignants sur les problèmes de l’enseignement secondaire. Elle publie des « points de vue » pendant plus de trente ans dans Le Monde et dix ans dans Libération.
Elle a appartenu au Parti socialiste unifié (PSU). De 1977 à 1983, elle est adjointe au maire PS de Domont (Val-d'Oise). Elle quitte le Parti socialiste en 1985 et reproche alors au ministre de l'Éducation nationale, Jean-Pierre Chevènement, d'avoir rétabli une histoire nationale qui place la France au centre du monde.
En 1987, elle publie l'ouvrage qui restera associé à son nom, Le Mythe national, ouvrage de déconstruction de l'histoire telle qu'elle est enseignée à l'époque. Cet ouvrage connaîtra plusieurs éditions. Dans la dernière, qui remonte à 2017, elle reconnaissait des avancées dans l'enseignement de l'histoire en France ces trente dernières années avec l'apparition d'une histoire critique du régime de Vichy, l'enseignement de la guerre d'Algérie, de la colonisation et que l'on parle désormais dans l'espace public de l'histoire de l'immigration en France. Mais elle continuait d'en dénoncer la matrice, à savoir le Petit Lavisse, manuel d'histoire des écoles de la IIIe République.
Cette dernière édition connaît une forte exposition médiatique pendant la campagne pour l’élection présidentielle française de 2017. Sur le plateau de L'Émission politique, le 23 mars 2017, l'historienne de gauche Laurence De Cock en offre un exemplaire à François Fillon, qui préconisait un retour au récit national dans son programme. Le titre se trouve alors en rupture de stock sur la plateforme de vente à distance Amazon.
Suzanne Citron a par ailleurs été membre du Comité de vigilance face aux usages publics de l'histoire.
Elle meurt à Paris le 22 janvier 2018 à l’âge de 95 ans et est inhumée aux côtés de son mari à Montjustin (Alpes-de-Haute-Provence).

## Prise de position
En juillet 2017, dans une tribune parue sur le site Internet du quotidien Le Monde et intitulée « En invitant Netanyahou, Emmanuel Macron instrumentalise l’histoire de France », Suzanne Citron critique ce qu'elle juge comme une instrumentalisation de l'histoire de France par Emmanuel Macron, coupable, à ses yeux, d'alimenter une confusion sur l’histoire de France en invitant le premier ministre israélien à la commémoration de la rafle du Vél’ d’Hiv.
Sa position, étayée sous la forme de trois paragraphes, est la suivante : « Internée à Drancy le 4 juillet 1944 et libérée par les événements du 17 août 1944, je dénie formellement toute justification à la présence d’un homme cautionnant les exactions et les méfaits de la colonisation israélienne en Palestine et je récuse la sempiternelle et démagogique confusion entre antisémitisme et critique de l’État d’Israël. »

## Vie privée
Elle était l'épouse de l'historien de la littérature française et musicologue Pierre Citron (1919-2010). Le couple a eu quatre enfants.

## Publications
- L'École bloquée, Bordas, 1971.
- Enseigner l’histoire aujourd'hui : la mémoire perdue et retrouvée, Les Éditions ouvrières, 1984.
- Le Mythe national : l'Histoire de France en question, Les Éditions ouvrières, 1987.
- Le Bicentenaire et ces îles que l'on dit françaises, Syllepse, 1989.
- L'Histoire de France autrement, Les Éditions de l'Atelier, 1992 ; 2e éd. 1995.
- L'Histoire des hommes, Syros jeunesse, 1996 ; nouvelle édition mise à jour 1999, version numérisée 2015 (« L'histoire des hommes, racontée par Suzanne Citron », sur www.chalifour.fr (pdf de 340 Mo)).
- Mes lignes de démarcation : croyances, utopies, engagements, Syllepse, 2003.
- Le Mythe national : l'Histoire de France revisitée, Les Éditions de l'Atelier/Les Éditions ouvrières (poche), 2008 (édition de 1987 actualisée) ; nouvelle édition en 2017.
- Légataires sans héritage. Pensées pour un autre monde, préface de Laurence De Cock, Les Éditions de l'Atelier, 2024. Légataires sans héritage est publié à titre posthume, notamment grâce au travail d’édition de Letizia Goretti, chercheuse associée à la BnF.

## Distinctions
- Chevalier de la Légion d'honneur

## Hommage
Le 8 mars 2023, le Département donne son nom au bâtiment des Archives départementales de la Seine-Saint-Denis.